# Erica Lilleodden
Erica Lilleodden ist eine Materialwissenschaftlerin und war Leiterin des Fraunhofer-Institut für Mikrostruktur von Werkstoffen und Systemen.

## Leben
Erica Lilleodden studierte Materialwissenschaften an der University of Minnesota – Twin Cities. Anschließend promovierte sie bis 2002 an der Stanford University. Nach Stationen am Forschungszentrum Karlsruhe (KIT), der Gesellschaft für Kernenergieverwertung in Schiffbau und Schifffahrt mbH und dem Helmholtz-Zentrum Hereon, wurde sie 2014 Professorin für Experimentelle Nano- und Mikromechanik, Institut für Keramische Hochleistungswerkstoffe, Technische Universität Hamburg. Von Februar 2022 bis zum 30. April 2025 leitete sie das Fraunhofer IMWS. Seit dem 1. Mai 2025 ist Christian Schmelzer kommissarisch geschäftsführender Institutsleiter des Fraunhofer IMWS. Erica Lilleodden ist Mitglied der Institutsleitung und befindet sich seitdem im Sabbatical.

## Forschung
Ihre Forschungsthemen sind die Nano- und Mikromechanik von Werkstoffen wie Metallen, Keramiken und Verbundmaterialien, vor allem im Hinblick auf Verformung sowie Defektbildung und -ausbreitung.